# Trampas Parker
Trampas Chad Parker, més conegut com a Trampas Parker   (Shreveport, 27 de juliol de 1967), és un expilot de motocròs estatunidenc, el primer d'aquell país a haver aconseguit dos Campionats del Món d'aquesta disciplina.

## Trajectòria esportiva
Parker començà de jove a guanyar curses de motocròs. El 1985 debutà en el Campionat AMA amb la Kawasaki i, malgrat lesionar-se aviat, continuà competint amb resultats diversos degut al seu estat. L'any 1987, en no trobar una moto competitiva per al Campionat AMA es traslladà a Itàlia per tal de disputar-hi el campionat estatal, obtenint-hi molt bons resultats. Gràcies a això, el 1988 esdevingué oficial de KTM per al Campionat del Món, que disputà amb resultats prometedors però a causa de la manca de competitivitat de la motocicleta l'abandonà per tornar a centrar-se en el Campionat italià, que va guanyar en les categories de 125 i 500 cc. Aquell any guanya també la prestigiosa cursa italiana Coppa Mille Dollari.
El 1989 guanyà un total de sis Grans Premis del Mundial, començant amb es dues mànegues del primer, corregut a Itàlia, i a només 22 anys assolí el seu primer títol mundial. El seu arrelament a Itàlia el portà a córrer el Motocross des Nations amb l'equip estatal d'aquell país, contribuint a l'obtenció de la segona posició final. La temporada següent, a causa d'un accident en cursa se li reproduïren antics problemes físics i els especialistes consideraren que estava acabat i que el seu títol havia estat un cop de sort. Com a tota resposta, recuperada la condició física, Parker guanyà el mundial de 250cc el 1991, esdevenint el primer pilot estatunidenc bicampió del món de la disciplina.
Les temporades següents, la nova fórmula de les curses (amb tres mànegues en comptes de dues) li impediren de defensar el seu títol atès que les noves curses, més breus, no el permetien de posar en pràctica la seva millor virtut: la resistència.
El 1995, de nou a KTM i tornat el mundial a dues mànegues, va canviar a la categoria de 500cc per tal de desenvolupar la nova KTM 360 2T, amb la qual plantava cara a les potentíssimes 500 4T que aleshores començaven a dominar el campionat. Fou protagonista d'un emocionant duel fins a la darrera cursa amb Joël Smets, qui en fou el guanyador final. L'any següent patí una greu lesió a Esanatoglia, en una cursa pre-campionat, i es perdé gairebé tota la temporada; tornà a tenir mala sort el 1997, quan era tornat als 125cc per intentar l'assalt al tercer títol. En aquell punt la seva carrera inicià una lenta però inexorable davallada, deguda a problemes físics, canvis d'equip i altres, fins a arribar a la seva definitiva retirada del motocròs el 2004.
Posteriorment va passar a competir en Supermoto, disputant el Campionat del Món i el d'Itàlia de la disciplina amb Honda, enquadrat a l'equip Daverio Formula, obtenint-hi bons resultats.

### Retirada
Després, anà deixant gradualment les competicions i se'n tornà a viure als EUA, on actualment fa de distribuidor de components italians per a motocicletes, activitat que combina amb la gestió d'una escola de motocròs (en té una altra a Itàlia).
Parker continua a hores d'ara disputant curses a nivell amateur.

## Palmarès al Campionat del Món de Motocròs
| Any          | Motocicleta  | 500cc      | 250cc | 125cc |
| ------------ | ------------ | ---------- | ----- | ----- |
| 1989         | KTM          | -          | -     | 1r    |
| 1990         | KTM          | -          | 7è    | -     |
| 1991         | Honda        | -          | 1r    | -     |
| 1992         | Honda        | -          | 5è    | -     |
| 1993         | KTM          | -          | 6è    | -     |
| 1994         | KTM          | -          | 10è   | -     |
| 1995         | KTM          | 2n         | -     | -     |
| 2000         | TM           | -          | -     | 8è    |
| 2001         | Yamaha       | 32è        | -     | -     |
| 2002         | KTM          | -          | -     | 12è   |
|              |              | 650cc      | Mx GP |       |
| 2003         | KTM          | 11è        | -     | -     |
|              |              | MX3        | MX1   | MX2   |
| 2004         | Honda        | 14è        | -     | -     |
| Total títols | Total títols | 0          | 1     | 1     |
|              |              | 2 mundials |       |       |

## Palmarès en Supermoto
- 2004: 19è al Campionat del Món de Supermoto en categoria S2 (Honda)
- 2005: 13è al Campionat Internacional d'Itàlia de Supermoto en categoria Sport (Honda)
- 2005: 18è al Campionat del Món de Supermoto en categoria S2 (Honda)